# Patto di riservato dominio
Nel diritto italiano, la vendita con patto di riservato dominio, o vendita con riserva della proprietà è un contratto con il quale l'acquisizione del diritto di proprietà è subordinata a una condizione sospensiva, ovvero il pagamento dell'intero prezzo pattuito dalle parti in causa, regolato ai sensi dell'articolo 1523 del codice civile.

## Descrizione
Questo genere di contratto è molto comune in caso di pagamento a rate e in tutti gli accordi in cui il compratore può godere del proprio acquisto prima dell'esborso pattuito con il venditore. Il compratore assume i rischi relativi all'eventuale danneggiamento o perimento dell'oggetto, ma la proprietà effettiva, l'effetto cosiddetto traslativo della vendita, non gli viene garantita fino all'ultimazione del pagamento al venditore. Questi, in caso di mancato o ritardato esborso pattuito, ha diritto a riprendersi l'oggetto in questione tramite risoluzione del contratto qualunque sia la cifra già pagata dal compratore. Il venditore non può accampare alcun diritto di risoluzione se il pagamento rateale è regolare e se il compratore manca il pagamento di una sola rata, che però non deve superare ⅛ del prezzo stabilito (art. 1525 c.c.). 
Nel patto di riservato dominio è stato identificato recentemente un reale diritto di garanzia accordato al venditore, mentre si è costantemente escluso che l'effetto traslativo possa verificarsi prima del completamento del pagamento con l'ultima rata. Il patto di riservato dominio è applicabile alle vendite di cose mobili std e mobili registrate (autoveicoli, arredamento, macchinari), nonché agli immobili (edifici, appartamenti, terreni); in quest'ultimo caso potrà essere trascritto immediatamente. Il patto è applicabile allo stesso modo a cose generiche, ne sono esclusi i beni consumabili e i beni destinati alla trasformazione (tessuti, legname) o all'incorporazione in altri beni (infissi, cancelli), salvo che il patto di riservato dominio non includa esplicitamente anche il prodotto finito e che la trasformazione o incorporazione non avvengano prima dell'adempimento del pagamento pattuito.
La riserva della proprietà è opponibile ai creditori del compratore,  se la data della vendita risulta anteriore a quella del pignoramento. Nel caso di macchine, la riserva è opponibile anche a un terzo acquirente, purché il patto di riservato dominio sia trascritto in un apposito registro nella cancelleria del tribunale nella giurisdizione del quale è collocata la macchina, e questa, quando è acquistata dal terzo, si trovi ancora nel luogo dove la trascrizione è stata eseguita (art. 1524 c.c.). 
In caso di inadempimento, il venditore non è obbligato alla risoluzione del contratto. Questo potrà richiedere il regolare pagamento delle rate mancanti e agire esecutivamente sui beni del compratore e sul bene stesso oggetto del riservato dominio. Il venditore ha comunque diritto a risolvere il contratto, a meno che l'azione esecutiva sia stata esercitata anche sul bene oggetto del riservato dominio. Tale azione legale, infatti, prevede un'implicita rinuncia alla proprietà del bene in questione, altrimenti tale risoluzione non avrebbe né senso (si agirebbe contro sé stessi) né valore esecutivo, integrando tale azione legale un'azione reale mobiliare qualificata come azione di restituzione in seguito a risoluzione. L'obbligo di restituzione del bene, infine, consegue allo scioglimento del contratto, poiché la messa in atto del diritto di riservato dominio implica la risoluzione del contratto stesso. Il venditore in tal caso è obbligato alla restituzione delle rate già pagate, salvo riconoscimento da parte di un giudice del diritto di risarcimento per danni all'oggetto in questione o per indennità. Il giudice può stabilire la restituzione delle rate solo parziale o un compenso adeguato per l'utilizzo della cosa oltre al risarcimento del danno (art. 1526 c.c.).